# MD4
O MD4 é um algoritmo de hash que cria um valor de hash de 128 bits funciona semelhante ao algoritmo de MD2 e foram desenvolvidos por  RSA Data Security, Inc. Ronald Rivest criou esse algoritmo em 1990.
A sequência de entrada para MD4 deve ser de comprimento múltiplo de 512 bits, e a saída é de 128 bits. Se a entrada não for de 512 bits, deve ser completada por um bit 1 seguida de zeros suficientes para que o total de bits seja 64 bits menor que o próximo múltiplo de 512. Nos últimos 64 bits, deve ser armazenado o comprimento da entrada original, como ilustrado a seguir.
- Sequência de entrada de X bits: 1110001001000100...010101100
- bit 1 seguido de zeros: 10000...000
- 64 bits: comprimento original de X
  - RESULTADO:1110001001000100...010101100/10000...000/64 bits

Um hash gerado pelo MD4, tendo como entrada a string 'Wikipédia':
```
MD4('Wikipédia') = 7dca786af3ea7f9b9c5b71ea944a703c
```

Ele foi desenvolvido em 1990, mas um ano após foi sucedido pelo MD5 por possuir falhas de segurança.
Colisões foram encontradas após 220 aplicações de MD4.
A lógica desse algoritmo influenciou a criação de outros algoritmos como o MD5, SHA-1 e o RIPEMD. O MD4 também é usado para computar o hash de senhas em sistemas Microsoft NT.